# Frederik Casparus Wieder
Frederik Casparus Wieder (Mijnsheerenland, 23 de novembro de 1874 — Noordwijk, 7 de janeiro de 1943) foi um bibliógrafo, cartógrafo e historiador neerlandês que se destacou no estudo da cartografia da época dos Descobrimentos. Foi director da biblioteca da Universidade de Leiden de 1924 a 1938, deixando naquela biblioteca um importante fundo de cartografia antiga.

## Biografia
Estudou neerlandês na Universidade de Amsterdão, instituição onde obteve o doutoramento cum laude no ano de 1900. Até 1912 trabalhou na livraria alfarrabista da firma Frederik Muller, em Amsterdão, sendo nesse ano contratado como bibliotecário adjunto para a Biblioteca da Universidade de Amsterdão. Em 1917 foi nomeado bibliotecário do Instituto Agronómico de Wageningen (Landbouwhogeschool te Wageningen). Em 1924 foi nomeado director da Biblioteca da Universidade de Leiden, cargo que exerceu até se aposentar em 1938.
Ao longo da sua carreira como bibliotecário dedicou-se ao estudo da cartografia antiga, deixando um importante legado para o conhecimento da cartografia neerlandesa através de estudos aprofundados de mapas antigos existentes nas colecções dos Países Baixos e em outros países. Publicou importantes estudos sobre a cartografia portuguesa da época dos Descobrimentos.